# Крістіна Латан
Крістіна Латан  (нім. Christina Brehmer-Lathan, 28 лютого 1958) — німецька легкоатлетка, олімпійська чемпіонка.

## Виступи на Олімпіадах
| Олімпіада     | Дисципліна              | Місце |
| ------------- | ----------------------- | ----- |
| Монреаль 1976 | біг на 400 метрів       | 2     |
| Монреаль 1976 | естафета 4 x 400 метрів | 1     |
| Москва 1980   | біг на 400 метрів       | 3     |
| Москва 1980   | естафета 4 x 400 метрів | 2     |